# Mistrovství světa v ledním hokeji žen 1990
Mistrovství světa v ledním hokeji žen 1990 konalo od 13. března 1990 do 25. března 1990 v hale Ottawa Civic Centre v Ottawě v Kanadě.

## Kvalifikace
Týmy USA a Kanady se kvalifikovaly automaticky. Z Asijského poháru v pozemním hokeji žen 1989, který vyhrála Čína, se po jejím odřeknutí účasti kvalifikovalo Japonsko z druhého místa. Z Mistrovství Evropy v ledním hokeji žen 1989 se kvalifikovalo prvních pět týmů Finsko, Norsko, Švédsko, Švýcarsko a NSR.

## Základní skupina

### Skupina A
|    |               | CAN  | SWE  | GER  | JPN  | V | R | P | Skóre | B |
| 1. | Kanada        | ***  | 15:1 | 17:0 | 18:0 | 3 | 0 | 0 | 50:1  | 6 |
| 2. | Švédsko       | 1:15 | ***  | 7:0  | 11:3 | 2 | 0 | 1 | 19:19 | 4 |
| 3. | Německo (SRN) | 0:17 | 0:7  | ***  | 4:1  | 1 | 0 | 2 | 4:25  | 2 |
| 4. | Japonsko      | 0:18 | 4:11 | 1:4  | ***  | 0 | 0 | 3 | 5:33  | 0 |

### Skupina B
|    |           | USA  | FIN  | SUI  | NOR  | V | R | P | Skóre | B |
| 1. | USA       | ***  | 5:4  | 16:3 | 17:0 | 3 | 0 | 0 | 38:7  | 6 |
| 2. | Finsko    | 4:5  | ***  | 10:0 | 10:1 | 2 | 0 | 1 | 24:6  | 4 |
| 3. | Švýcarsko | 3:16 | 0:10 | ***  | 8:3  | 1 | 0 | 2 | 11:29 | 2 |
| 4. | Norsko    | 0:17 | 1:10 | 3:8  | ***  | 0 | 0 | 3 | 4:35  | 0 |

## Pro konečné pořadí 5.-8. pozice
- 24. březen - Švýcarsko - Japonsko 5 - 4 (1-1, 3-1, 1-2)
- 24. březen - SRN - Norsko 3 - 6 (2-3, 1-1, 0-2)

Konečné umístění 7. a 8. místa
- 25. březen - SRN - Japonsko 9 - 2 (2-1, 1-1, 6-0)

Konečné umístění 5. a 6. místa
- 25. březen - Švýcarsko - Norsko 7 - 6 (3-2, 0-2, 4-2)

## Medailové pozice

### Semifinále
24. března
- USA - Švédsko 10 - 3 (4-3, 3-0, 3-0)
- Kanada - Finsko 6 - 5 (3-1, 3-2, 0-2)

### O 3. místo
25. března
- Finsko - Švédsko 6 - 3 (2-1, 4-2, 0-0)

### Finále
25. března
- Kanada - USA 5 - 2 (2-2, 1-0, 2-0)

## Konečné pořadí
| Místo            | Tým       |
| ---------------- | --------- |
| Zlatá medaile    | Kanada    |
| Stříbrná medaile | USA       |
| Bronzová medaile | Finsko    |
| 4.               | Švédsko   |
| 5.               | Švýcarsko |
| 6.               | Norsko    |
| 7.               | Německo   |
| 8.               | Japonsko  |